# Ganzlin
Ganzlin is een gemeente in de Duitse deelstaat Mecklenburg-Voor-Pommeren, en maakt deel uit van de Landkreis Ludwigslust-Parchim. Ganzlin telt 1.419 inwoners.

## Geografie
De gemeente Ganzlin ligt circa 25 kilometer ten noorden van Pritzwalk en ongeveer 7,5 km zuidelijk van Plau am See. Aan de noordoostelijke rand van de gemeente ligt de Plauer See. Grote delen van de gemeente zijn bebost, waaronder de Ganzliner Holz. De Buchberg is met 118,3 m. NHN het hoogste punt van de gemeente. Ortsteilen van de oude gemeente zijn Dresenow, Dresenower Mühle, Ganzlin en Twietfort. Sinds de heroprichting van de gemeente op 25 mei 2014 bestaat de gemeente daarnaast uit de ortsteile Gnevsdorf, Hof Retzow, Klein Dammerow, Retzow, Tönchow, Wagelin en Wendisch Priborn.

## Geschiedenis

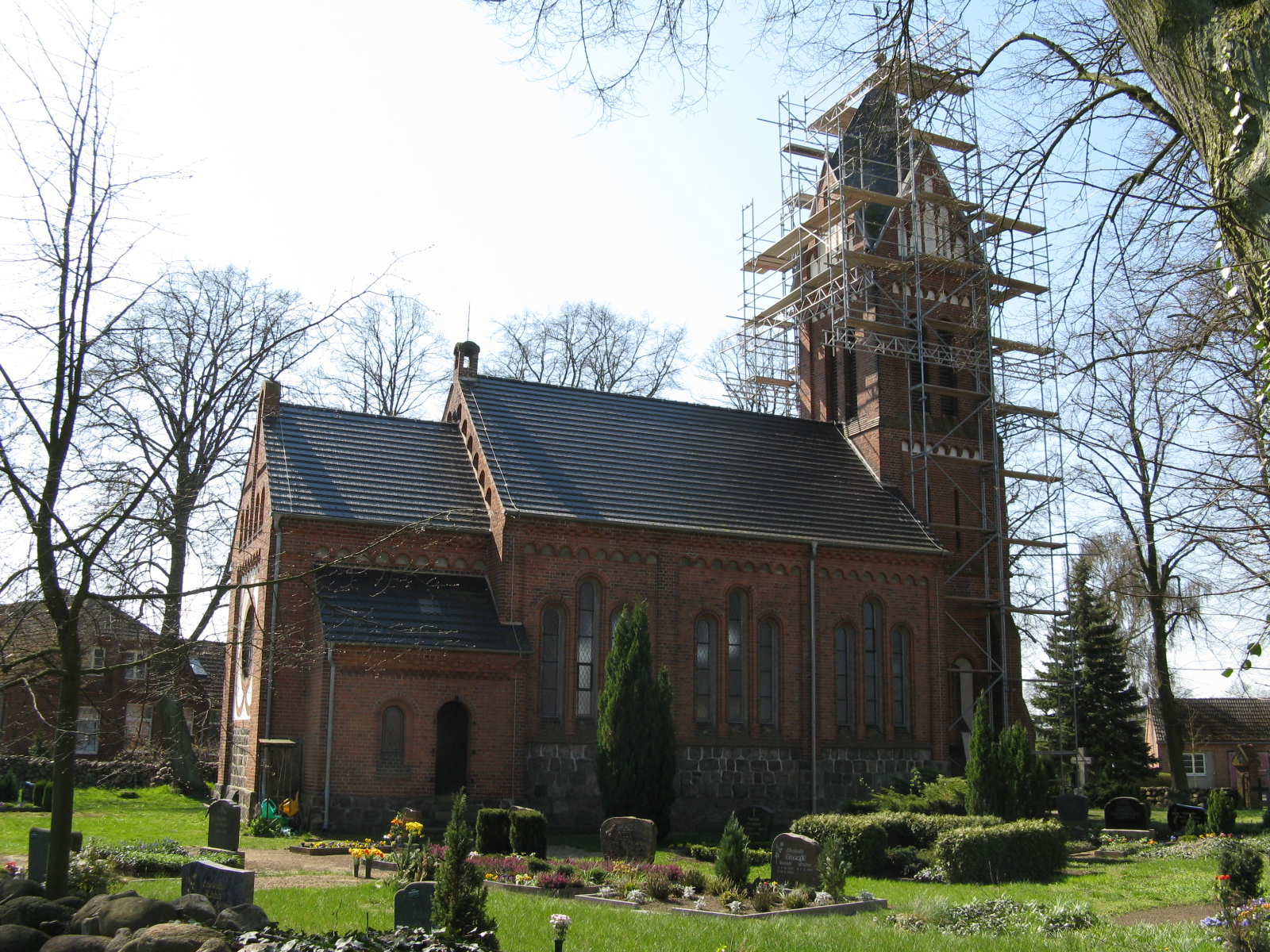
Dorpskerk van Ganzlin

Ganzlin werd voor het eerst in 1346 in een verkoopcontract genoemd. De adellijke Iwan van Below verkocht het dorp Ganzlin aan het klooster Stepenitz. Aan het begin van de 20e eeuw brandde de kerk in het dorp af, maar werd reeds in 1903 weer opgebouwd.
Op 25 mei 2014 fuseerden de gemeenten Buchberg, Ganzlin en Wendisch Priborn tot een nieuwe gemeente Ganzlin.